# Commerveil
Commerveil – miejscowość i gmina we Francji, w regionie Kraj Loary, w departamencie Sarthe.
Według danych na rok 2010 gminę zamieszkiwało 127 osób, a gęstość zaludnienia wynosiła 22 osoby/km².